# NCAA Division I Football Bowl Subdivision
Die NCAA Division I Football Bowl Subdivision (FBS), früher bekannt als Division I-A, ist die höchste Stufe des College Footballs in den Vereinigten Staaten. Die FBS ist die wettbewerbsfähigste Unterabteilung der NCAA Division I, die selbst aus den größten und wettbewerbsfähigsten Schulen der National Collegiate Athletic Association (NCAA) besteht. Seit 2024 gibt es in der FBS 10 Conferences und 134 Schulen.
College Football ist eine der beliebtesten Zuschauersportarten in weiten Teilen der USA. Die Top-Schulen erwirtschaften einen Jahresumsatz von mehreren zehn Millionen Dollar. Top-FBS-Teams ziehen Zehntausende von Fans zu Spielen, und die zehn größten amerikanischen Stadien sind alle Gastgeber von FBS-Teams oder -Spielen. Hochschulsportler werden nicht bezahlt, aber Hochschulen dürfen Spielern eine nicht monetäre Entschädigung gewähren, beispielsweise Sportstipendien, die Unterricht, Unterkunft und Bücher vorsehen.
Im Gegensatz zu anderen NCAA-Divisionen und -Abteilungen vergibt die NCAA weder offiziell eine nationale FBS-Meisterschaft noch gibt es ein Playoff-Turnier, um einen Meister auf dem Spielfeld zu ermitteln. Stattdessen haben Organisationen wie Associated Press (AP) und die American Football Coaches Association (AFCA) in der Vergangenheit versucht die Teams zu bewerten und einen nationalen Meister zu krönen, indem sie eine Abstimmung (eng. Polls) von Sportautoren bzw. Trainern vorgenommen haben. Anstelle eines solchen Playoffs veranstalten verschiedene Städte in den USA ihre eigenen Wettbewerbe nach der Regular Season, sogenannte Bowl-Spiele, bei denen sie traditionell Teams zur Teilnahme einladen. In der Vergangenheit wurden diese Bowl-Spiele meist als Ausstellungsspiele angesehen, bei denen die teilnehmenden Teams ausgezahlt wurden. In der neueren Zeit gelten sie jedoch de facto als Postseason. In den letzten Jahrzehnten gab es Vereinbarungen (wie die Bowl Coalition von 1992 bis 1994, die Bowl Alliance von 1995 bis 1997, die Bowl Championship Series von 1998 bis 2013 und die College Football Playoffs von 2014 bis heute) durch die führenden FBS Conferences und Bowl-Spiele, um Spiele zu organisieren, damit die nationale FBS-Meisterschaft auf dem Spielfeld entschieden wird.

## Überblick

Anzahl von FBS-Schulen pro Bundesstaat seit 2014:
Sechs oder mehr FBS-Schulen
Fünf
Vier
Drei
Zwei
Eins
Keine FBS-Schule

Die FBS ist die höchste Stufe des College-Football in den Vereinigten Staaten, und FBS-Spieler machen die überwiegende Mehrheit der Spieler aus, die im NFL-Draft ausgewählt wurden. Für jede Sportart außer Football unterteilt die NCAA die Schulen in drei Hauptabteilungen: NCAA Division I, NCAA Division II und NCAA Division III. Im Football ist die Division I jedoch weiter in zwei Unterabteilungen unterteilt: die Bowl-Subdivision, abgekürzt als FBS, und die Championship-Subdivision, abgekürzt als FCS. Die Subdivisions sind weiter in Conferences unterteilt, bei denen es sich um Gruppierungen von Schulen handelt, die im Wettbewerb um eine Conferencemeisterschaft gegeneinander spielen. Die FBS hat derzeit zehn Conferences, die häufig in die „Power Five“ und die weniger bekannte „Group of Five“ unterteilt werden.
Obwohl FCS-Programme Tausende von Fans pro Spiel anziehen können, versuchen viele FCS-Schulen, sich der FBS anzuschließen, in der Hoffnung auf höhere Einnahmen, Unternehmenssponsoring, Alumni-Spenden, Prestige und nationale Bekanntheit. Für FBS-Programme fallen jedoch auch erhöhte Kosten in Bezug auf Gehälter, Verbesserungen der Einrichtungen und Stipendien an. Die Sportabteilungen vieler FBS-Schulen verlieren jedes Jahr Geld, und sind auf Subventionen des Restes der Universität angewiesen. Die Entscheidung der University of Alabama at Birmingham (einem FBS-Programm) aus dem Jahr 2014, das Footballprogramm einzustellen, sorgte für landesweite Schlagzeilen. Andere FBS-Programme haben ebenfalls erwogen, ihr Footballprogramm einzustellen. In vielen Bundesstaaten ist der bestbezahlte öffentliche Angestellte der Cheftrainer eines FBS-Teams. FBS-Schulen sind auf insgesamt 85 Footballspieler beschränkt, die finanzielle Unterstützung erhalten.
Um die FBS-Mitgliedschaft zu behalten, müssen die Schulen verschiedene Anforderungen erfüllen. FBS-Schulen müssen über einen Zeitraum von zwei Jahren durchschnittlich mindestens 15.000 Zuschauer haben. Eine FBS-Schule muss mindestens 16 Intercollegiate-Teams (einschließlich Football) mit mindestens sechs Männer- oder Coeducationteams und mindestens acht rein weibliche Teams sponsern. In allen Sportarten muss jede FBS-Schule mindestens 200 Sportstipendien pro Jahr anbieten (oder mindestens 4 Millionen US-Dollar für Sportstipendien ausgeben), und die FBS-Footballmannschaften müssen mindestens 90 % der maximalen Anzahl von Footballstipendien (derzeit 85) bereitstellen.

## Spielplan und Bowlspiele
Die FBS-Saison beginnt Ende August oder Anfang September und endet im Januar mit dem Finale der College Football Playoff National Championship. Die meisten FBS-Teams spielen 12 reguläre Saisonspiele pro Jahr, wobei acht oder neun dieser Spiele gegen Conferencegegner ausgetragen werden. Alle zehn FBS-Conferences veranstalten ein Conference-Meisterschaftsspiel, um den Gewinner der Conference zu ermitteln. Mit Conferencespielen, Nicht-Conferencespielen, einem Conference-Meisterschaftsspiel und einem Bowl-Spiel könnte ein Top-FBS-Team 14 Spiele in einer Saison spielen. Eine Mannschaft, die im National Championshipgame spielt, kann bis zu 15 Spiele spielen, da jede Mannschaft, die in der nationalen Meisterschaft spielt, zuerst ein Halbfinale-Bowl-Spiel gewinnen muss. Die Hawaii Rainbow Warriors und Teams, die auf Hawaii spielen, erhalten eine Sonderbefreiung und dürfen ein dreizehntes reguläres Saisonspiel spielen, um die Reisekosten zu sparen. Also kann ein FBS-Team, das 13 reguläre Saisonspiele spielt, ein Conference-Meisterschaftsspiel, ein Halbfinale-Bowl-Spiel und das National Championship Spiel bestreitet theoretisch 16 Spiele in einer Saison spielen.
| Jahr | Bowls | Teams in Bowls |
| ---- | ----- | -------------- |
| 1968 | 11    | N/A            |
| 1984 | 18    | ~30%           |
| 1997 | 20    | ~35%           |
| 2017 | 40    | 60,5 %         |

Für reguläre Saisonspiele außerhalb der Conference können FBS-Teams Spiele gegen jedes andere FBS-Team unbeachtet dessen Conference planen. Eine kleine Anzahl von FBS-Teams ist unabhängig und hat die vollständige Kontrolle über den eigenen Spielplan. Nicht-Conferencespiele werden im gegenseitigen Einvernehmen geplant und beinhalten häufig seit langem bestehende Rivalitäten. Eine Studie aus dem Jahr 2014 ergab, dass Teams aus den stärkeren Konferenzen häufig Nicht-Conferencespiele gegen Teams aus den schwächeren Conferences oder gelegentlich gegen FCS-Teams spielen. FBS-Teams können bis zu vierzig Prozent ihrer Spiele gegen FCS-Teams planen, FBS-Teams können jedoch nur einen Sieg pro Saison gegen ein FCS-Team für die Bowl-Berechtigung verwenden. Darüber hinaus muss der FCS-Gegner über einen Zeitraum von zwei Jahren durchschnittlich mindestens 90 % des FCS-Limits von 63 Stipendienäquivalenten erreicht haben. Ein FBS-Team muss insgesamt fünf Heimspiele pro Jahr planen. Für die Planung muss ein „Heimspiel“ an einem Ort stattfinden, an dem das Team 50 % seiner „Heimspiele“ spielt, obwohl ein Team ein Spiel mit neutralem Standort gegen ein FBS-Team als „Heimspiel“ zählen darf. FBS-FCS-Spiele, bekannt als „money games“, sind häufig Heimspiele für das FBS-Team, und Siege von FCS-Teams werden normalerweise als Überraschungen angesehen. FCS-Teams erhalten Hunderttausende von Dollar für ihre Teilnahme an diesen Spielen. Der wohl bekannteste Fall eines Sieges eines FCS-Teams gegen eines aus der FBS war das Spiel Appalachian State Mountaineers gegen Michigan Wolverines im Jahr 2007, welches die Mountaineers mit 34:32 gewinnen konnten.
| Bowl        | Ort               | Erstes Jahr |
| ----------- | ----------------- | ----------- |
| Rose Bowl   | Pasadena, CA      | 1902        |
| Orange Bowl | Miami Gardens, FL | 1935        |
| Sugar Bowl  | New Orleans, LA   | 1935        |
| Cotton Bowl | Arlington, TX     | 1937        |
| Peach Bowl  | Atlanta, GA       | 1968        |
| Fiesta Bowl | Glendale, AZ      | 1971        |

Die Football Bowl Subdivision hat ihren Namen von den Bowl-Spielen, die viele FBS-Teams Ende des Jahres spielen, obwohl andere College-Divisions auch ihre eigenen Bowl-Spiele haben. FBS-Bowl-Spiele werden am Ende der Saison im Dezember oder Januar gespielt und generieren ab 2012 zusammen über 400 Millionen US-Dollar pro Jahr. Für die Bowl-Saison 2017/18 gab es 40 Bowl-Spiele. Um sich für eine Bowl zu qualifizieren, muss ein FBS-Team eine positive Siegquote haben. In bestimmten Fällen können auch 5:7- und 6:7-Teams für Bowls ausgewählt werden, um freie Stellen für Bowls zu füllen.
Viele Bowls haben eine festgelegte Conferencebindung. Zum Beispiel bietet der Camping World Bowl ein Match zwischen Teams der ACC und den Big 12. Eine kleine Anzahl von traditionsreichen Bowls spielte eine wichtige Rolle in der Bowl Championship Series, mit der der nationale Meister bis 2015 ausgewählt wurde. Diese Bowls spielen weiterhin eine wichtige Rolle in den College Football Playoffs. Unter den Playoffs gibt es sechs große Bowls, die als New Year's Six bekannt sind. Zwei dieser Bowls dienen als Halbfinalspiele für das College Football Playoff National Championship-Spiel. Conferences erhalten Millionen von Dollar für jede Schule, die in die Playoffs kommt. Auftritte in anderen Bowls sind ebenfalls recht lukrativ.

## Geschichte
College Football wird seit über hundert Jahren gespielt, aber das Spiel und die Organisationsstruktur des College Football haben sich in dieser Zeit erheblich weiterentwickelt. Das erste College-Football-Spiel wurde 1869 gespielt, aber das Spiel entwickelte sich im späten 19. und frühen 20. Jahrhundert weiter. In dieser Zeit war Walter Camp Pionier des Konzepts einer Line of Scrimmage, des Down-Systems und des College Football All-America-Teams. Der Rose Bowl von 1902 war das erste Bowl-Spiel in der Geschichte des College-Fußballs, und wurde ab 1916 jährlich veranstaltet. In den 1930er Jahren entstanden weitere Bowl-Spiele, darunter der Sugar Bowl, der Cotton Bowl Classic und der Orange Bowl. Die College-Football-Saison 1906 war die erste Saison, die im Rahmen der IAAUS (die später zur NCAA wurde) gespielt wurde, und die erste Saison, in der der Vorwärtspass legal war. Die IAAUS hatte sich gebildet, nachdem Präsident Theodore Roosevelt als Reaktion auf mehrere Todesfälle während der Footballspiele die Colleges aufgefordert hatte, Wege zu finden, um den Football zu einem sichereren Sport zu machen. 1935 wurde erstmals die Heisman Trophy verliehen; Die Auszeichnung gilt allgemein als die prestigeträchtigste Einzelauszeichnung des College-Footballs. 1965 stimmte die NCAA dafür, das Platoon-System zuzulassen, in dem verschiedene Spieler in Angriff und Verteidigung spielten. Teams hatten zuvor in den 1940er Jahren mit dem Konzept experimentiert. 1968 begann die NCAA, Neulingen die Teilnahme an Spielen zu ermöglichen, die zuvor ein Redshirt-Jahr absolvieren mussten. Nach einem Anstieg der „Zuschüsse“ (Stipendien, die eher aus sportlichen als aus akademischen oder bedarfsgerechten Gründen vergeben wurden) stimmte die NCAA 1975 zu, die Anzahl der Sportstipendien, die jede Schule anbieten konnte, zu begrenzen. 1968 forderte die NCAA alle Teams auf, sich als Mitglieder der Universitätsdivision (für größere Schulen) oder der Hochschuldivision (für kleinere Schulen) zu identifizieren. 1973 teilte sich die NCAA dann in drei Divisions auf. Auf Drängen mehrerer größerer Schulen, die mehr Autonomie und Gemeinsamkeit anstrebten, wurde die Abteilung I-A vor der Saison 1978 gegründet. Die verbleibenden Teams in Division I bildeten die Football Championship Subdivision oder FCS (damals bekannt als Division I-AA). 1981 versuchten Mitglieder der College Football Association, eine vierte Division zu gründen, die ausschließlich aus den wettbewerbsfähigsten Schulen bestand. Diese Bemühungen wurden allerdings zunichtegemacht. In der Saison 1992 teilte sich die SEC in Divisionen auf und spielte das erste FBS-Confernece-Championshipgame. Die Big 12 und die Western Athletic Conference machten dasselbe für die Saison 1996, und die meisten Conferences nahmen schließlich Divisionen und Meisterschaftsspiele an.
Die NCAA vergibt offiziell keine FBS-Footballmeisterschaft, aber mehrere Teams haben nationale Meisterschaften gewonnen. Andere Organisationen haben ebenfalls versucht, die Teams zu bewerten und einen nationalen Meister zu krönen. Das Dickinson-System und andere Methoden wurden im frühen 20. Jahrhundert gegründet, um das beste Team des Landes auszuwählen, und die AP-Umfrage und die Trainer-Umfrage begannen Mitte des 20. Jahrhunderts mit der Rangliste der Teams. In vielen Spielzeiten haben Jurys wie die AP und die Trainerumfrage verschiedene Teams als nationale Meister bestimmt. Oft endete mehr als eine Mannschaft ungeschlagen, da nicht garantiert war, dass die Top-Teams während der Regularseason oder in Bowl-Spielen gegeneinander spielen. 1992 gründeten fünf große Conferences die Bowl Coalition, um den FBS-Champion zu ermitteln. 1998 schlossen sich die beiden verbleibenden großen Conferences zur Bowl Championship Series an. Die BCS verwendete ein Rangsystem, um die beiden besten Teams im BCS National Championship Game zusammenzubringen. Doch selbst in der BCS-Ära gab es geteilte National Championships, da 2003 in der AP-Umfrage und der Trainerumfrage verschiedene National Champions ausgewählt wurden. Die College Football Playoffs mit vier Mannschaften ersetzten die BCS ab der Saison 2014.
Derzeit gibt es kein einheitliches System, um FBS-Spielern neben Stipendien einen finanziellen Ausgleich zu gewähren. An der Spitze der Entschädigungsbewegung steht der Gouverneur von Kalifornien, Gavin Newsom. Newsom erklärte: „College-Sportler setzen alles aufs Spiel - ihre körperliche Gesundheit, ihre zukünftigen Karriereperspektiven und ihre Lebensjahre, um mithalten zu können. Colleges ernten Milliarden von den Opfern und Erfolgen dieser Studenten, hindern sie jedoch im gleichen Atemzug daran, einen einzigen Dollar zu verdienen“, sagte er in einer Erklärung. „Das ist ein bankrottes Modell - eines, das Institutionen vor die Studenten stellt, denen sie dienen sollen. Es muss geändert werden.“ Newsome hat in Kalifornien ein Gesetz namens „Fair Play to Pay Act“ verabschiedet, das es den Sportlern ermöglicht, von ihrem Namen, ihrem Image und ihrem Erscheinen zu profitieren. Das Gesetz soll am 1. Januar 2023 in Kraft treten.

## Die FBS im Fernsehen
College Football wurde 1921 erstmals im Radio und 1939 im Fernsehen ausgestrahlt. Das Fernsehen wurde sowohl für Universitäten als auch für die NCAA rentabel, die in den 1950er, 1960er und 1970er Jahren die Ausstrahlung von Spielen streng kontrollierte. Die NCAA setzte ein Limit von sechs Fernsehauftritten für jede Footballmannschaft über einen Zeitraum von zwei Jahren fest. In einem Rechtsstreit der NCAA gegen die Vorstände der University of Oklahoma und der University of Georgia im Jahr 1981 wurden einzelnen Schulen im Gegensatz zur NCAA Fernsehrechte eingeräumt, und die Teams konnten alle ihre Spiele im Fernsehen übertragen. Nach einer Zeit, in der die FBS-Schulen gemeinsam im Rahmen der College Football Association verhandelten, leitete der Fernsehvertrag von Notre Dame 1991 eine Ära ein, in der Schulen und Conferences ihre eigenen Fernsehverträge aushandelten. Diese neue Ära des Fernsehens führte zu mehreren Wellen der Neuausrichtung von Conferences, insbesondere 1996, 2005 und Anfang der 2010er Jahre. FBS-Spiele sind nach wie vor ein großer Anziehungspunkt im Fernsehen. Über 26 Millionen Menschen sahen das BCS National Championship Game 2014.
Amerikanische Sender wie CBS, ABC, NBC, mehrere ESPN-Sender und mehrere Fox-Sender haben alle FBS-Spiele im Programm, ebenso wie mehrere regionale und lokale Sender. Da Conferences ihre eigenen Verträge aushandeln, ist jede Conference mit einem Sender verbunden, der ihre Heimspiele ausstrahlt. Mitte der 2000er Jahre begannen Hochschulen und Conferences, ihre eigenen Fernsehsender aufzubauen. Zu diesen Sendern gehören das Big Ten Network, BYUtv, das Longhorn Network und das Pac-12 Network. Im Jahr 2012 zogen College-Football-Spiele über 400 Millionen Zuschauer an.
In Deutschland zeigte der Streamingdienst DAZN in der Saison 2019 drei Spiele pro Woche sowie die Play-offs und ausgewählte Bowl-Spiele. Außerdem wurde ein Spiel pro Woche auf Pro7Maxx ausgestrahlt.

## Teams und Conferences

### Conferences
| Jahr | Conferences | Teams |
| ---- | ----------- | ----- |
| 1980 | 13          | 138   |
| 1990 | 9           | 107   |
| 2000 | 11          | 116   |
| 2010 | 11          | 120   |
| 2025 | 10          | 134   |

#### Geschichte
Die Big Ten (damals als Western Conference bekannt) wurden 1896 gegründet. Danach schlossen sich mehrere andere Schulen zu Conferences zusammen, darunter die Pacific Coast Conference, die MVIAA, die Southwest Conference, die Southern Conference, die Mountain States Conference (auch bekannt als Skyline Conference) und die Border Conference. 1928 trennten sich sechs Schulen von der MVIAA, um die Big Six-Conference zu bilden, die 1957 auf die Big Eight ausgeweitet wurde. Die übrigen Schulen bildeten die Missouri Valley Conference. 1932 gründeten mehrere südliche Schulen die Southeastern Conference, nachdem sie sich von der Southern Conference getrennt hatten. 1953 trennten sich mehrere weitere Schulen von der Southern Conference, um die ACC zu bilden. Mehrere Schulen des Mittleren Westens gründeten 1946 die MAC. Mehrere nordöstliche Eliteschulen hatten 1901 die Eastern Intercollegiate Basketball League gegründet, und ihre Mitglieder (plus die Brown University, zu diesem Zeitpunkt kein EIBL-Mitglied) unterzeichneten 1945 das Ivy Group Agreement, das den Footballwettbewerb zwischen den Unterzeichnern regelte. Die Ivy League wurde 1954 offiziell gegründet, als das Abkommen auf alle Sportarten ausgedehnt wurde. 1959 löste sich die Pacific Coast Conference auf und die meisten ihrer ehemaligen Mitglieder gründeten die neue Athletic Association of Western Universities, die zum Pac-8 wurde, als weitere ehemalige PCC-Mitglieder beitraten. 1962 bildeten mehrere Schulen der Mountain States Conference und der Border Conference die Western Athletic Conference. 1969 wurde die Pacific Coast Athletic Association (PCAA), später als Big West Conference bekannt, von mehreren Schulen der Division II in Kalifornien gegründet, die sich der Division I anschließen wollten.
Die Division I teilte sich vor der Saison 1978 in die Division I-A (der Vorgänger der FBS) und die I-AA (der Vorgänger der FCS). Zu dieser Zeit gab es mehrere unabhängige IA-Schulen und zwölf IA-Conferences: die Southeastern Conference (SEC), die Big 10, die Pacific-10 (Pac-10), die Big 8, die Southwest Conference (SWC), die Western Athletic Conference (WAC), die PCAA (die später ihren Namen in Big West änderte), die Missouri Valley Conference, die Southern Conference, die Atlantic Coast Conference (ACC), die Mid-American Conference (MAC) und die Ivy League. Die Ivy League und die Southern Conference wechselten vor der Saison 1982 zur Division I-AA, während die Missouri Valley Conference vor der Saison 1985 die Förderung von Football einstellte. 1991 rekrutierte die Big East Conference mehrere unabhängige Schulen und begann, Football zu fördern, um so zu einer wichtigen Conference zu werden. 1996 begann die Conference USA (C-USA), die im vergangenen Jahr durch die Fusion der Nicht-Football Metro- und der Great Midwest Conferences gegründet wurde, ebenfalls mit der Förderung von Football. Im selben Jahr löste sich die Southwest Conference auf und vier ihrer ehemaligen Mitglieder schlossen sich den Big 8 an, um die Big 12-Conference zu bilden. 1999 trennten sich acht Schulen der WAC, um die Mountain West Conference (MW) zu bilden. Vor der Saison 2000 hat die Big West die Förderung von Football eingestellt. Die Sun Belt Conference begann 2001 mit der Förderung von Football. Nach Phasen der Conference-Neuausrichtung im Jahr 2005 und Anfang der 2010er Jahre wurden die ACC, Big 10, die SEC und Pac-10 (die ihren Namen in Pac-12 änderten) erweitert. Die WAC wurde als Nicht-Football-Conference neu organisiert und die Big East spaltete sich in die American Athletic Conference und eine neue Nicht-Football-Conference auf, die den Namen Big East behielt.

#### Aktuelle Conferences
Siehe auch: Liste der Footballteams der NCAA Division I Football Bowl Subdivision
Die meisten der 133 FBS-Schulen sind Mitglieder einer FBS-Conference, aber es gibt auch eine kleine Anzahl unabhängiger Schulen. Seit die Western Athletic Conference vor der Saison 2013 das Fußballsponsoring eingestellt hat, gab es in der FBS zehn Conferences. Alle FBS-Conferences haben zwischen zehn und vierzehn Mitglieder, obwohl die unabhängige University of Notre Dame eine Spielplanvereinbarung mit der vierzehnköpfigen ACC hat. Die zehn Conferences werden für die Zwecke des College Football Playoffs in zwei Gruppen aufgeteilt. Die „Power Five-Conferences“ bestehen aus den meisten der größten und bekanntesten College-Sportprogrammen des Landes. Eine Schule einer der Power Five-Conferences gewann jedes BCS National Championship Game (das von 1999 bis 2014 durchgeführt wurde) und hat jede College Football Playoff National Championship gewonnen. Die verbleibenden fünf Conferences werden als „Group of Five“ bezeichnet. Jede Conference kann ihre Teams in zwei Divisions aufteilen, während nur die Big 12-Konferenz keine Divisions verwendet. Seit der Saison 2018 veranstalten alle Conferences ein Meisterschaftsspiel, das den Conferencechampion bestimmt. Die Sun Belt Conference war die letzte Conference, die ein Meisterschaftsspiel startete, und die letzte, die sich in Divisionen für Football aufteilte. Sowohl das Titelspiel als auch die Ausrichtung der Division wurden 2018 eingeführt. Die Conference entschied sich für die Bildung von Footballdivisions, obwohl sie aus nur 10 Teams besteht.

| Conference                   | Nickname                                 | Gegründet | Football Mitglieder | Sportarten | Headquarters               |
| ---------------------------- | ---------------------------------------- | --------- | ------------------- | ---------- | -------------------------- |
| American Athletic Conference | The American (offiziell) AAC (informell) | 1979      | 14                  | 20         | Providence, Rhode Island   |
| Atlantic Coast Conference†   | ACC                                      | 1953      | 17                  | 28         | Greensboro, North Carolina |
| Big 12 Conference†           | Big 12                                   | 1996      | 16                  | 25         | Irving, Texas              |
| Big Ten Conference†          | Big Ten, B1G                             | 1896      | 18                  | 28         | Rosemont, Illinois         |
| Conference USA               | CUSA                                     | 1995      | 10                  | 19         | Irving, Texas              |
| Division I FBS Independents  |                                          |           | 3                   |            |                            |
| Mid-American Conference      | MAC                                      | 1946      | 12                  | 24         | Cleveland, Ohio            |
| Mountain West Conference     | MW (offiziell) MWC (informell)           | 1999      | 12                  | 19         | Colorado Springs, Colorado |
| Pac-12 Conference†           | Pac-12                                   | 1915      | 2                   | 24         | San Francisco, California  |
| Southeastern Conference†     | SEC                                      | 1932      | 16                  | 22         | Birmingham, Alabama        |
| Sun Belt Conference          | SBC Sun Belt                             | 1976      | 14                  | 20         | New Orleans, Louisiana     |

† „Power-Five“-Conferences mit garantierten Plätzen in den „Access Bowls“, die mit dem College Football Playoff verbunden sind.

### Wechsel von Teams zur FBS
Die Liberty University hat am 1. Juli 2017 mit dem FBS-Übergangsprozess begonnen. Die NCAA gewährte der Schule einen Verzicht auf ihre normalen Übergangsregeln, für die vor Beginn des Übergangs eine Einladung von einer FBS-Conference erforderlich ist. Die Flames spielten 2017 in der Big South Conference, waren jedoch nicht für die FCS-Playoffs qualifiziert. Für 2018 und darüber hinaus wurden die Flames ein unabhängiges Mitglied der FBS. Die Schule beabsichtigte zunächst, ein Big South-Mitglied in anderen Sportarten zu bleiben, bis sie eine Einladung zu einer FBS-Konferenz erhielt, trat jedoch 2018 der Nicht-Football-Conference ASUN bei.
Die jüngste Schule, die einen FBS-Übergang abgeschlossen hat, ist die Coastal Carolina University, die ihren FBS-Übergang für die Saison 2018 abgeschlossen hat. Der Übergang der Chanticleers begann mit dem Umzug der Schule der Big South zur Sun Belt-Conference am 1. Juli 2016. Coastal trat 2016/17 als Nicht-Football-Sun Belt-Mitglied an, wobei die Footballmannschaft die Saison 2016 unabhängig in der FCS spielte. Die Schule trat dann 2017 dem Sun Belt Football bei und spielte einen vollständigen Conferencespielplan.